# TGF-β

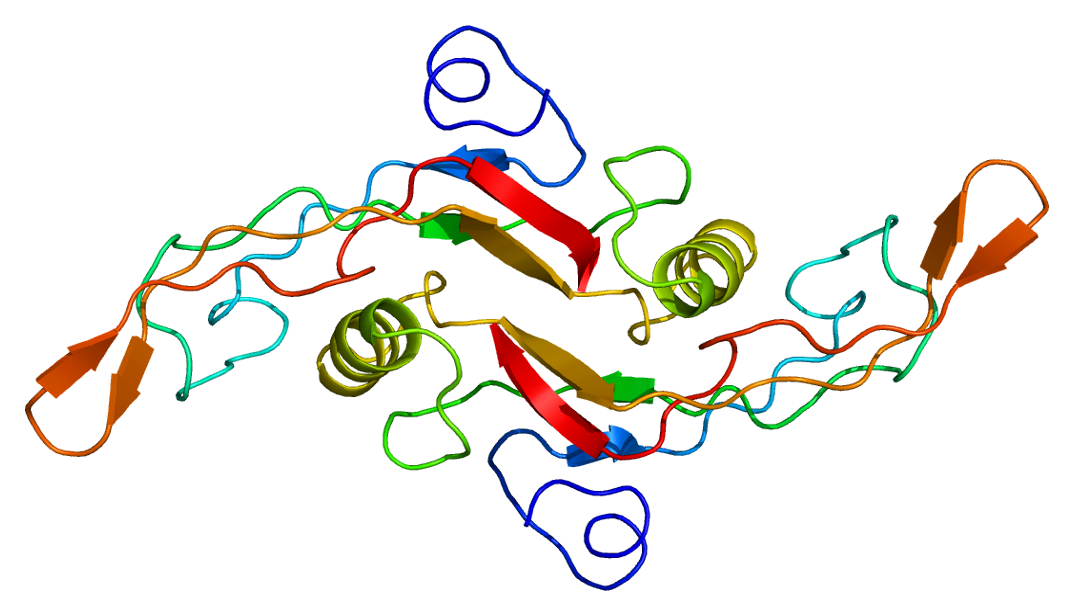
TGF-β1 homodimer

TGF-β (z angl. transforming growth factor β) je označení pro několik mimobuněčných homodimerních proteinů, které pracují jako cytokiny a látky regulující dělení. Obvykle se uvádí tři, jindy až pět zástupců TGF-β rodiny (nejčastěji se setkáváme se třemi savčími typy: TGF-β1, TGF-β2 a TGF-β3). Jsou to malé proteiny tvořené 112 (u TGF-β5 114) aminokyselinami. U savců je momentálně popsáno 33 genů pro TGF-β.
Produkci TGF-β můžeme pozorovat v celé řadě buněčných typů, jako jsou fibroblasty, krevní destičky, monocyty, chondrocyty nebo osteoblasty. Působení TGF-β je zprostředkováno TGF-β receptory, což jsou serin/threonin kinázy. V rámci klasické fosforylační kaskády se v buňkách signál přenáší pomocí Smad proteinů až do jádra. Zde dochází ke změnám genové exprese, která je navíc regulována pro TGF-β specifickými transkripčními faktory FoxO či C/EBPβ. TGF-β mohou mít celou řadu funkcí, přičemž konečný efekt často závisí na konkrétních podmínkách a působení dalších faktorů (např. ostatních cytokinů). Změny indukované TGF-β se týkají embryonálního vývoje, buněčné diferenciace a proliferace, sekrece hormonů a regulace imunitního systému. Jednají často synergicky s TGF-α. Obecně se setkáváme s cytostatickými účinky TGF-β (Indukce exprese inhibitorů cyklin-dependentních kináz způsobuje arest v rámci buněčného cyklu.), nicméně v jiných podmínkách může proliferaci ovlivňovat pozitivně.

## Aktivace latentního TGF-β
TGF-β je obecně exprimován v podobě prekurzoru, který by po sekreci nemohl interagovat s příslušnými receptory na cílových buňkách. Neaktivní forma TGF-β může být shromažďována v krevních destičkách, nebo v extracelulární matrix (ECM). V rámci ECM může TGF-β interagovat s α2-makroglobulinem a dekorinem, což ale vede k inhibici maturace. Naopak vazba na albumin či IgG nemá na maturaci vliv. Úplný mechanismus maturace TGF-β zatím nebyl zcela definován, nicméně potenciálních drah bylo popsáno několik.
Prekurzor nejdříve prochází sestřihem, kdy C-terminální část slouží jako jakýsi nosič (LAP; latency-associated peptide) pro N-terminální část, která později představuje maturovaný TGF-β. Tyto dva sestřihové produkty spolu pak tvoří malý latentní komplex, z něhož ale nejdříve musí vzniknout velký latentní komplex asociací s LTBP (latent TGF-β-binding protein). Teprve potom může dojít k sekreci latentního komplexu L-TGF-β. Samotná maturace může probíhat dvěma způsoby. LAP je buďto zcela odstraněn nebo dojde ke konformační změně komplexu, při níž se TGF-β stává přístupným pro membránové receptory.
V prvním případě dochází k proteolytickému štěpení TGF-β pomocí serinové proteázy – plazminu. Neaktivní plazminogen se nachází na vnější straně plazmatické membrány v komplexu s urokinázovým aktivátorem (uPA), který je asociován s příslušným intracelulárně orientovaným receptorem (uPAR). Je-li uPA aktivován, dochází k uvolnění plazminu z plazminogenu. L-TGF-β může být extracelulárně asociovaný s receptorovým komplexem M-6-P/IGF-IIR (mannose-6-phosphate/insulin-like growth factor-II receptor), nebo s ligandem navázaným na ektodoménu povrchového receptoru CD36 – TSP-1 (thrombospondin-1). V obou případech je pak L-TGF-β pomocí plazminu rozštěpen na LAP a samotný maturovaný TGF-β. V druhém případě nemusí docházet k proteolýze peptidu. K odhalení vazebného místa pro receptor stačí konformační změna L-TGF-β zprostředkována aktinovým cytoskeletem uvnitř buňky, který s latentním komplexem interaguje skrz membránový integrin αVβ6.

## Receptory a signalizace
Působení TGF-β může být autokrinní i parakrinní. V rámci organismu dochází k expresi několika typů receptorů, přičemž některé zprostředkovávají TGF-β-indukovanou signalizaci, zatímco jiné TGF-β pouze vážou a prezentují dalším receptorům.
V případě klasické i neklasické dráhy začíná signalizace na úrovni membránových receptorů TGFR. Receptory TGFR I a II jsou zároveň kinázami. Dojde-li k navázání TGF-β, TGFR II fosforyluje (a tím aktivuje) TGFR I. V rámci klasické kaskády je pak signál přenesen na Smad2 a 3, které po asociaci se Smad4 prostupují do jádra a indukují expresi konkrétních genů. Neklasické kaskády se účastní např. TRAF, PI3K, MAPKK a další.
Třetím takovým receptorem je TGFR III, také známý jako betaglykan. Na rozdíl od výše zmíněných receptorů má jen krátkou cytoplazmatickou doménu bez kinázové aktivity. Jeho ektodoména ale obsahuje jedno proximální a jedno distální vazebné místo pro TGF-β. Tato ektodoména může být štěpena za vzniku solubilního fragmentu, který je schopen s poměrně vysokou afinitou vychytávat a tím neutralizovat TGF-β. Poměr membránové a solubilní formy TGFR III je tedy klíčový pro výsledné působení TGF-β.

## Role TGF-β vrámci imunity
TGF-β je nezbytný pro správný vývoj některých buněčných složek imunitního systému. Spolu s transkripčním faktorem FoxP3 se podílí na diferenciaci regulačních T-lymfocytů, synergickým působením s interleukiny IL-6 a IL-21 pak zajišťuje diferenciaci pomocných T-lymfocytů Th17. Nicméně působení toho cytokinu je obecně protizánětlivé a může být v mnoha případech až imunosupresivní. Jedním z příkladů je snížení cytotoxicity NK buněk. Mezi důsledky patří oslabení degranulace nebo snížená schopnost rozpoznávání defektních buněk. Zajímavým fenoménem je exprese tohoto cytokinu buňkami nádorové tkáně. TGF-β zde může v rámci nádoru působit autokrinně, kdy dochází k down-regulaci exprese CD48 receptorů na povrchu nádorových buněk. Zároveň ale negativně ovlivňuje expresi povrchových molekul ICAM-1 na membráně NK buněk. Rakovinné buňky jsou pak ve výsledku odolnější vůči působení imunitního systému.